# Scène nationale
Scène nationale est, en France, un label officiel accordé par le ministère de la Culture à des institutions culturelles qui se consacrent à la programmation et à la production pluridisciplinaire de spectacles.

## Historique
Élément de la décentralisation théâtrale avec les organisations labellisées centre dramatique national, les structures labellisées Scène nationale participent au développement culturel dans leur ville et leur territoire. Ce label, créé en 1990 et mis en place en 1991 par Bernard Faivre d'Arcier, directeur du Théâtre et des Spectacles au ministère de la Culture, a permis de regrouper sous une même dénomination les maisons de la Culture, les centres d'action culturelle et les centres de développement culturel.
Il existe 78 structures labellisées Scène nationale en France métropolitaine et en Outre-Mer. Elles sont traditionnellement cofinancées pour partie par les collectivités locales et par le ministère de la Culture, via les DRAC. Ainsi en 2007, les 214,5 millions d'euros de recettes des 70 scènes nationales provenaient à 51,3 % des subventions des collectivités locales (35 % aux communes et intercommunalités, 9,3 % aux conseils généraux, 7 % aux conseils régionaux), à 24,3 % des subventions de l'État, à 22,5 % de recettes propres, à 0,3 % de la communauté européenne, et à 0,9 % d'autres aides.
Durant la saison 2006-2007, 69 organisations labellisées scène nationale avaient commercialisé 1 963 052 entrées, dont 402 553 provenant de sorties scolaires. En 2004-2005, il y avait eu, pour le même nombre d'établissements, 1 830 703 entrées payantes (dont 351 395 en sorties scolaires) réparties sur 3 010 spectacles payants et 7 555 représentations. En 2004-2005, ces lieux avaient aussi accueilli 295 spectacles gratuits avec 770 représentations, pour 287 047 entrées.

## Fonctionnement
Les structures labellisées Scène nationale se présentent, pour la plupart, sous la forme d’associations de type loi de 1901. Elles disposent, par le statut associatif, d’une grande autonomie décisionnelle vis-à-vis de l’État et de la DRAC. La direction d’une structures labellisées Scène nationale est nommée par le conseil d'administration de la structure, composé à majorité de membres de droit représentant l’État et les collectivités territoriales. Le conseil d’administration choisit le directeur de la structure en fonction de son projet artistique. Celui-ci est alors responsable de la programmation artistique et choisit les artistes qui seront présentés sur sa scène, en accord avec les missions imposées par l’État aux structures labellisées Scène nationale.
Les structures labellisées Scène nationale doivent participer à la diffusion de la culture en France. Elles ont été créées dans le cadre des politiques d'aménagement du territoire, de décentralisation et de démocratisation de la culture initiées par le ministère de la Culture et de la Communication. Ces établissements ont l'obligation de la pluridisciplinarité dans le domaine du spectacle vivant, c'est-à-dire qu'ils doivent présenter des spectacles à la fois de théâtre, musique, danse et arts de la piste. Leurs missions sont définies dans leurs statuts. L'article 3 de ces statuts impose à chaque scène nationale de « s'affirmer comme un lieu de production artistique de référence nationale dans l'un ou l'autre des domaines de la culture contemporaine ; organiser la diffusion et la confrontation des formes artistiques en privilégiant la création contemporaine ; participer, dans leur aire d'implantation, à une action de développement culturel favorisant de nouveaux comportements à l'égard de la création artistique et une meilleure insertion sociale de celle-ci ».
Les structures labellisées Scène nationale ont également des missions de service public puisqu'elles sont soumises à la charte des missions de service public du spectacle élaborée par Catherine Trautmann, ministre de la Culture et de la Communication, en 1998. Cette charte réaffirme le principe de pluridisciplinarité artistique en demandant aux directeurs de favoriser la diversité artistique ainsi que les partenariats avec les autres structures culturelles de proximité afin d'offrir au territoire une offre culturelle complète et développée et de participer à l'éducation culturelle de la population.

## Cahier des charges
Le décret du 28 mars 2017 relatif aux labels et au conventionnement dans les domaines du spectacle vivant et des arts plastiques régit les critères globaux pour la labellisation dans ces domaines. Les précisions spécifiques au label Scène nationale sont apportées par l'arrêté du 5 mai 2017 fixant le cahier des missions et des charges relatif au label « Scène nationale ».
En vue d'une labellisation Scène nationale, la structure devra :
- Présenter un projet artistique et culturel d'intérêt général d'envergure nationale ou internationale à travers la programmation pluridisciplinaire et équilibrée de spectacles, les accueils constants d'artistes en recherche et en création (résidence) et la participation à des productions de spectacles ;
- Disposer d'un budget qui garantit la liberté de programmation afin d'assurer la pérennité du projet ;
- Favoriser l'accès du public le plus large et le plus diversifié à travers une politique tarifaire adaptée et la mise en place de programmations et d'actions en dehors de la structure ;
- Mettre en œuvre un programme d'actions et de médiation culturelles notamment vis-à-vis des jeunes et dans le champ de l'action sociale à travers la mise en place d'actions culturelles et d'éducation artistique et culturelle tout au long de la vie ;
- Disposer d'une direction unique, de moyens humains affectés à la mise en œuvre du projet artistique et culturel et de locaux et d'équipements adaptés à ses missions ;
- Bénéficier du soutien financier d'au moins une collectivité territoriale ;
- S'engager à l'avenir à ce que le poste de dirigeant de la structure soit pourvu selon une procédure de sélection assurant l'égalité de traitement des candidats.

La labellisation entraine pour son bénéficiaire l'obligation de signer une convention pluriannuelle d'objectifs avec l'Etat et la ou les collectivités territoriales partenaires pour une durée de 3 à 4 ans maximum qui résume les modalités de mise en œuvre et d'évaluation du projet artistique et culturel à travers des objectifs concrets et mesurables,.
Le non-respect de ces critères et de la signature de la convention entraîne la suspension temporaire puis le retrait du label et, par conséquent, de l'avantage lié.

## Avantage
La labellisation Scène nationale permet à la structure bénéficiaire d'obtenir une aide financière annuelle minimale de l'Etat de 500 000 euros.

## Liste des structures labellisées Scène nationale
En 2024, 78 structures culturelles sont labellisées Scène nationale ,: 
| Dénomination                                     | Région                     | Département(s)          | Ville(s)                                    |
| ------------------------------------------------ | -------------------------- | ----------------------- | ------------------------------------------- |
| Scène nationale de Bourg-en-Bresse               | Auvergne-Rhône-Alpes       | Ain                     | Bourg-en-Bresse                             |
| LUX                                              | Auvergne-Rhône-Alpes       | Drôme                   | Valence                                     |
| MC2: Maison de la Culture de Grenoble            | Auvergne-Rhône-Alpes       | Isère                   | Grenoble                                    |
| Hexagone                                         | Auvergne-Rhône-Alpes       | Isère                   | Meylan                                      |
| La Comédie de Clermont-Ferrand                   | Auvergne-Rhône-Alpes       | Puy-de-Dôme             | Clermont-Ferrand                            |
| Malraux                                          | Auvergne-Rhône-Alpes       | Savoie                  | Chambéry                                    |
| Bonlieu                                          | Auvergne-Rhône-Alpes       | Haute-Savoie            | Annecy                                      |
| Les 2 Scènes                                     | Bourgogne-Franche-Comté    | Doubs                   | Besançon                                    |
| MA                                               | Bourgogne-Franche-Comté    | Doubs                   | Montbéliard                                 |
| Les Scènes du Jura                               | Bourgogne-Franche-Comté    | Jura                    | Dole & Lons-le-Saunier                      |
| Espace des arts                                  | Bourgogne-Franche-Comté    | Saône-et-Loire          | Chalon-sur-Saône                            |
| L'Arc                                            | Bourgogne-Franche-Comté    | Saône-et-Loire          | Le Creusot                                  |
| Le Théâtre                                       | Bourgogne-Franche-Comté    | Saône-et-Loire          | Mâcon                                       |
| GRRRANIT                                         | Bourgogne-Franche-Comté    | Territoire de Belfort   | Belfort                                     |
| La Passerelle                                    | Bretagne                   | Côtes d'Armor           | Saint-Brieuc                                |
| Le Quartz                                        | Bretagne                   | Finistère               | Brest                                       |
| Théâtre de Cornouaille                           | Bretagne                   | Finistère               | Quimper                                     |
| La maison de la culture de Bourges               | Centre-Val de Loire        | Cher                    | Bourges                                     |
| Equinoxe                                         | Centre-Val de Loire        | Indre                   | Châteauroux                                 |
| La Halle aux Grains                              | Centre-Val de Loire        | Loir-et-Cher            | Blois                                       |
| Théâtre d’Orléans                                | Centre-Val de Loire        | Loiret                  | Orléans                                     |
| La Comète                                        | Grand Est                  | Marne                   | Châlons-en-Champagne                        |
| Le Manège                                        | Grand Est                  | Marne                   | Reims                                       |
| CCAM                                             | Grand Est                  | Meurthe-et-Moselle      | Vandœuvre-lès-Nancy                         |
| acb                                              | Grand Est                  | Meuse                   | Bar-le-Duc                                  |
| Le Carreau                                       | Grand Est                  | Moselle                 | Forbach                                     |
| La Filature                                      | Grand Est                  | Haut-Rhin               | Mulhouse                                    |
| L'Artchipel                                      | Guadeloupe                 | Guadeloupe              | Basse-Terre                                 |
| La Rose des vents                                | Hauts-de-France            | Nord                    | Villeneuve-d'Ascq                           |
| Le Manège Maubeuge                               | Hauts-de-France            | Nord                    | Maubeuge                                    |
| Le Phénix                                        | Hauts-de-France            | Nord                    | Valenciennes                                |
| Le Bateau feu                                    | Hauts-de-France            | Nord                    | Dunkerque                                   |
| Tandem                                           | Hauts-de-France            | Nord & Pas-de-Calais    | Douai & Arras                               |
| Théâtre du Beauvaisis                            | Hauts-de-France            | Oise                    | Beauvais                                    |
| Le Channel                                       | Hauts-de-France            | Pas-de-Calais           | Calais                                      |
| Culture commune                                  | Hauts-de-France            | Pas-de-Calais           | Loos-en-Gohelle                             |
| Maison de la culture d'Amiens                    | Hauts-de-France            | Somme                   | Amiens                                      |
| Théâtre-Sénart                                   | Île-de-France              | Seine-et-Marne          | Lieusaint                                   |
| La Ferme du Buisson                              | Île-de-France              | Seine-et-Marne          | Noisiel                                     |
| Théâtre de Saint-Quentin-en-Yvelines             | Île-de-France              | Yvelines                | Montigny-le-Bretonneux                      |
| Scène nationale de l'Essonne                     | Île-de-France              | Essonne                 | Évry-Courcouronnes & Ris-Orangis            |
| Malakoff scène nationale                         | Île-de-France              | Hauts-de-Seine          | Malakoff                                    |
| Les Gémeaux                                      | Île-de-France              | Hauts-de-Seine          | Sceaux                                      |
| MC93 - Maison de la culture de Seine-Saint-Denis | Île-de-France              | Seine-Saint-Denis       | Bobigny                                     |
| Maison des arts de Créteil                       | Île-de-France              | Val-de-Marne            | Créteil                                     |
| Points communs                                   | Île-de-France              | Val-d'Oise              | Pontoise                                    |
| Tropiques Atrium                                 | Martinique                 | Martinique              | Fort-de-France                              |
| Tangram                                          | Normandie                  | Eure                    | Évreux                                      |
| Le Trident                                       | Normandie                  | Manche                  | Cherbourg-en-Cotentin                       |
| Scène nationale 61                               | Normandie                  | Orne                    | Alençon, Flers & Mortagne-au-Perche         |
| Dieppe scène nationale                           | Normandie                  | Seine-Maritime          | Dieppe                                      |
| Le Volcan                                        | Normandie                  | Seine-Maritime          | Le Havre                                    |
| Théâtre d'Angoulême                              | Nouvelle-Aquitaine         | Charente                | Angoulême                                   |
| La Coursive                                      | Nouvelle-Aquitaine         | Charente-Maritime       | La Rochelle                                 |
| L'Empreinte                                      | Nouvelle-Aquitaine         | Corrèze                 | Brive-la-Gaillarde & Tulle                  |
| Théâtre Jean Lurçat                              | Nouvelle-Aquitaine         | Creuse                  | Aubusson                                    |
| Carré-Colonnes                                   | Nouvelle-Aquitaine         | Gironde                 | Saint-Médard-en-Jalles                      |
| Scène nationale du Sud-Aquitain                  | Nouvelle-Aquitaine         | Pyrénées-Atlantiques    | Bayonne, Anglet, Boucau & Saint-Jean-de-Luz |
| Le Moulin du Roc                                 | Nouvelle-Aquitaine         | Deux-Sèvres             | Niort                                       |
| Théâtre auditorium de Poitiers                   | Nouvelle-Aquitaine         | Vienne                  | Poitiers                                    |
| L'Estive                                         | Occitanie                  | Ariège                  | Foix                                        |
| Théâtre + Cinéma                                 | Occitanie                  | Aude                    | Narbonne                                    |
| Le Cratère                                       | Occitanie                  | Gard                    | Alès                                        |
| Théâtre Molière - Sète                           | Occitanie                  | Hérault                 | Sète                                        |
| Le Parvis                                        | Occitanie                  | Hautes-Pyrénées         | Ibos                                        |
| L'Archipel                                       | Occitanie                  | Pyrénées-Orientales     | Perpignan                                   |
| Scène nationale d'Albi-Tarn                      | Occitanie                  | Tarn                    | Albi                                        |
| Le Lieu Unique                                   | Pays de la Loire           | Loire-Atlantique        | Nantes                                      |
| Le Théâtre                                       | Pays de la Loire           | Loire-Atlantique        | Saint-Nazaire                               |
| Le Carré                                         | Pays de la Loire           | Mayenne                 | Château-Gontier-sur-Mayenne                 |
| Les Quinconces & L'Espal                         | Pays de la Loire           | Sarthe                  | Le Mans                                     |
| Le Grand R                                       | Pays de la Loire           | Vendée                  | La Roche-sur-Yon                            |
| Théâtre Durance                                  | Provence-Alpes-Côte d'Azur | Alpes-de-Haute-Provence | Château-Arnoux-Saint-Auban                  |
| Théâtre La Passerelle                            | Provence-Alpes-Côte d'Azur | Hautes-Alpes            | Gap                                         |
| Le ZEF                                           | Provence-Alpes-Côte d'Azur | Bouches-du-Rhône        | Marseille                                   |
| Les Salins                                       | Provence-Alpes-Côte d'Azur | Bouches-du-Rhône        | Martigues                                   |
| Châteauvallon-Liberté                            | Provence-Alpes-Côte d'Azur | Var                     | Toulon & Ollioules                          |
| La Garance                                       | Provence-Alpes-Côte d'Azur | Vaucluse                | Cavaillon                                   |